# Oie normande
L'oie normande est une race d'oie domestique originaire de Normandie en France. C'est une race autosexable. Elle est inscrite à la liste des animaux concernés par le conservatoire des races normandes et du Maine.

## Histoire et description

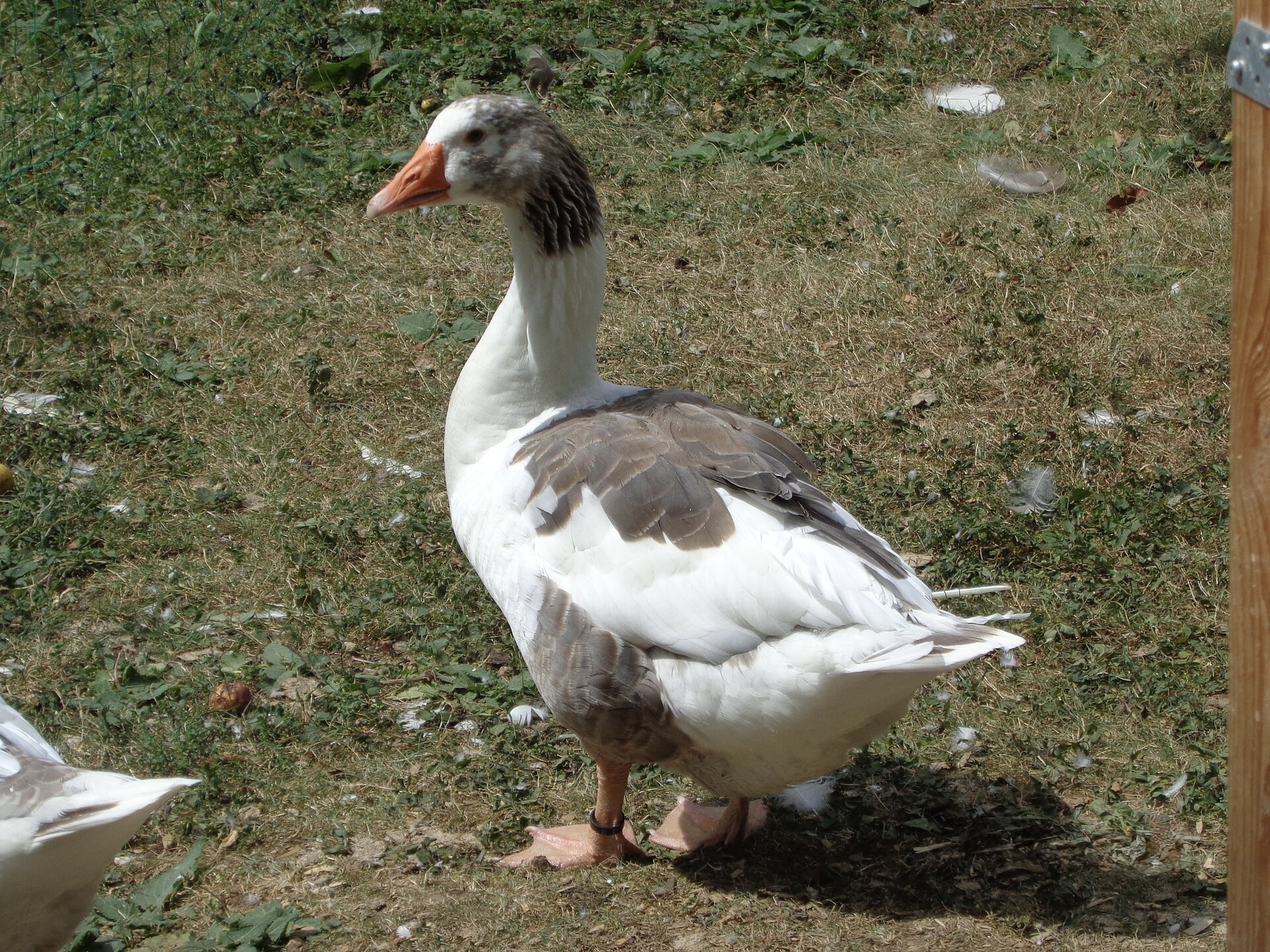
Oie normande.

L'oie normande, dite l'« oie aux yeux bleus », était très commune jusqu'au milieu du XXe siècle et les Normands la prisaient comme plat de résistance pour les fêtes de Noël. Elle était même exportée par Cherbourg en Angleterre, pour le « Christmas » anglais ; mais les changements sociaux avec en plus l'exode rural et l'agriculture industrielle ont failli la faire disparaître. Cette race fermière normande connue depuis des siècles se caractérise par son dichromisme sexuel, ce qui n'est pas fréquent chez les oies. En effet, le jars est entièrement blanc, tandis que la femelle présente de grandes taches gris-brun sur les ailes, les flancs et un peu sur le cou. Les oisons de sexe masculin sont jaunes et gris clair, ceux de sexe féminin sont jaunes et gris foncé. La race est soigneusement sélectionnée pour conserver ce caractère. L'oie normande est extrêmement rustique, facile à élever et doit vivre en liberté, du moment qu'elle dispose d'eau et d'un terrain herbeux, se déplaçant dans un rayon de 500 mètres autour de son lieu d'élevage. Sa chair est exquise et excellente à rôtir, ou à braiser car elle est moins grasse que l'oie de Toulouse ou l'oie d'Alsace.
Elle ne pond que 30 à 50 œufs par an, de 80 grammes minimum à 120 grammes,, de couleur blanc. C'est une bonne couveuse et une bonne éleveuse.
C'est une race petite à moyenne puisque le mâle pèse de 4,5 à 5,5 kg et la femelle de 4 à 5 kg. Son bec (fort court et haut, utile pour fouiller le sol) et ses tarses sont orange et ses yeux, bleus. Son baguage est de 24 mm pour les deux sexes. L'oie normande est visible pour le public à la ferme pédagogique de Canon, dans le Calvados.

### Oie de Bavent
Il existe une variété élevée à l'origine aux alentours de Bavent (Calvados) qui présente exactement les mêmes caractéristiques, sauf qu'elle a en plus un petit toupet sur la tête.

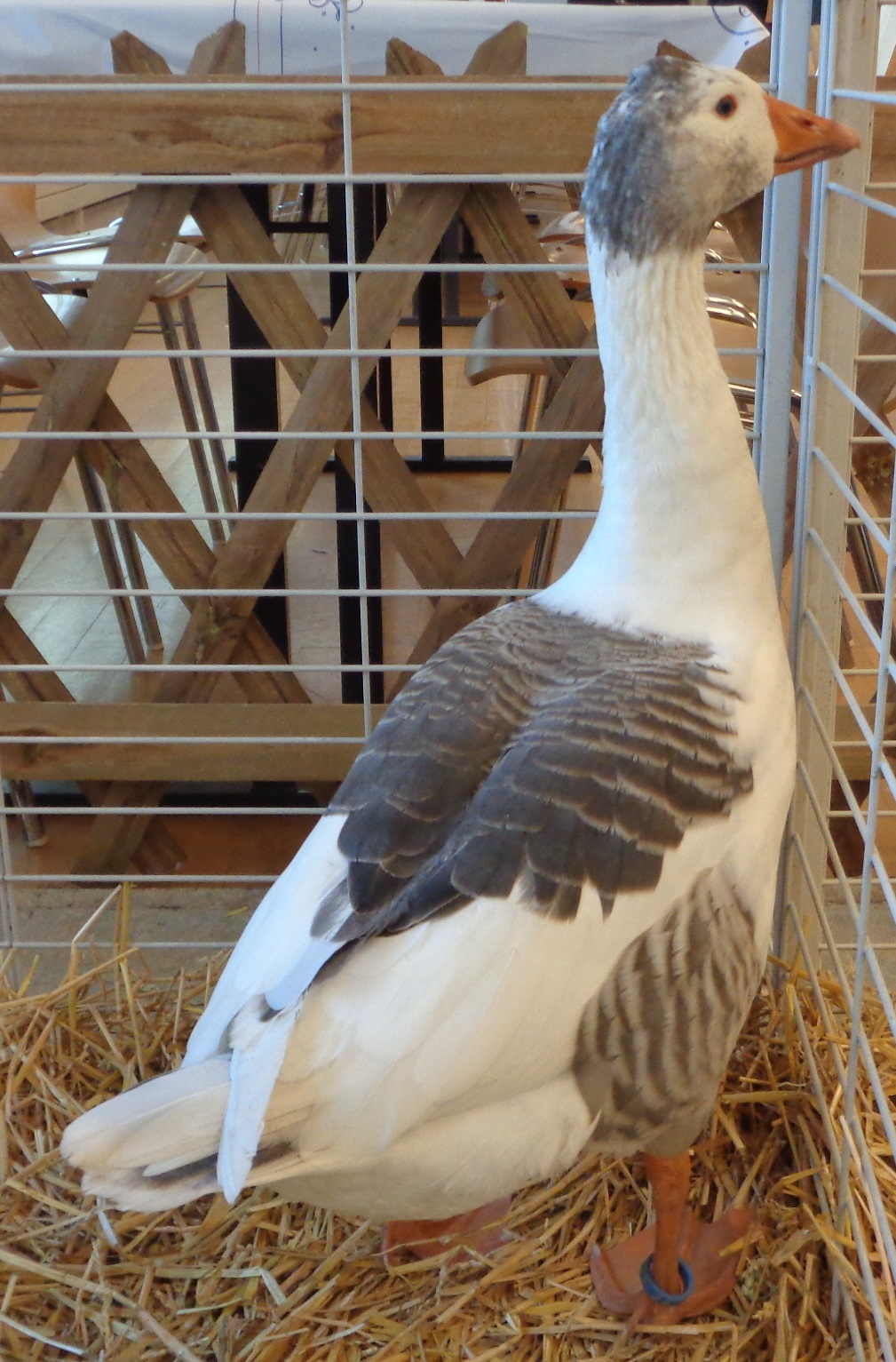
Oie normande de Bavent
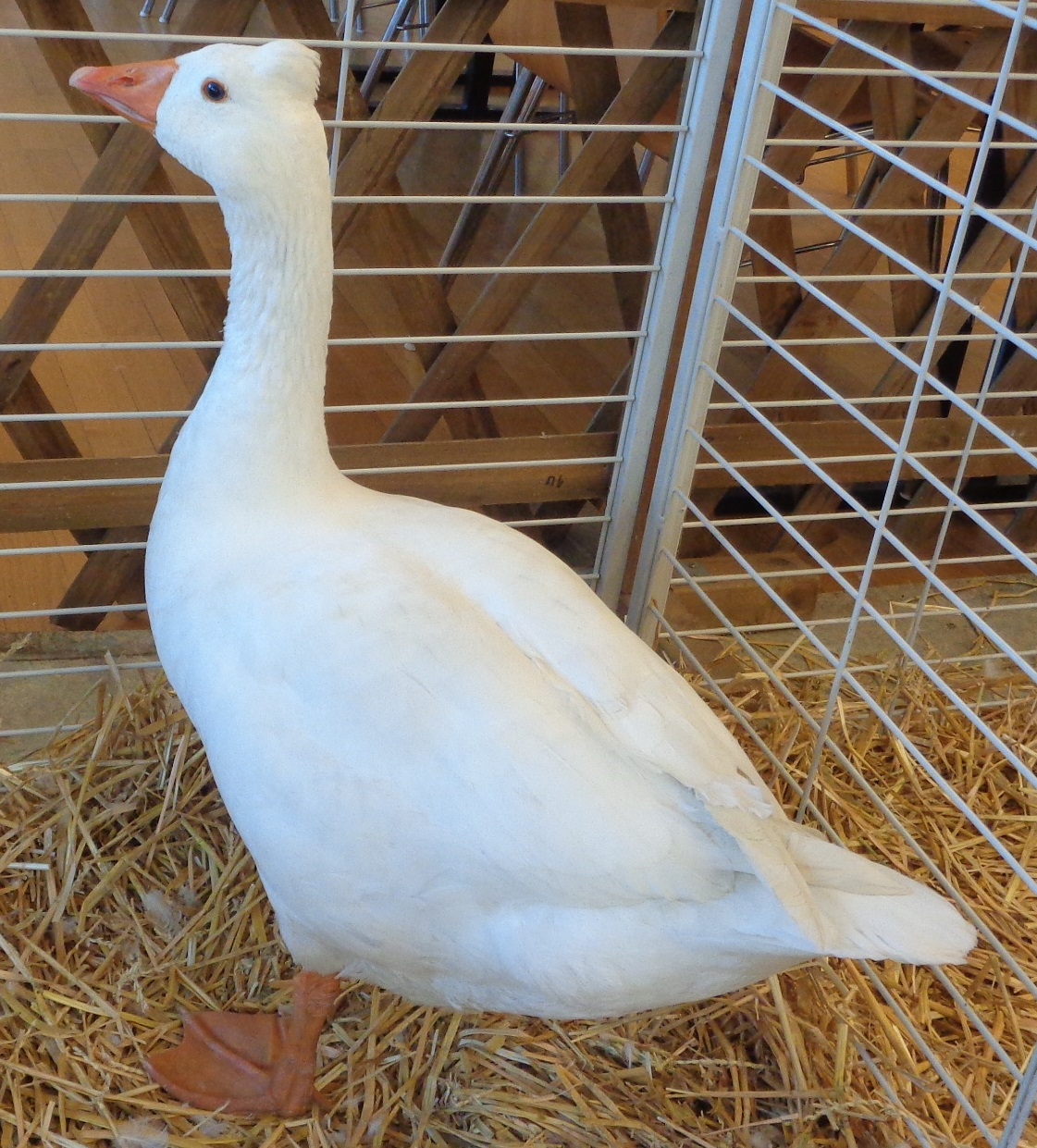
Jars de Bavent